# Río Cuacua
Río Cuacua är ett vattendrag i Chile.   Det ligger i regionen Región de Los Lagos, i den södra delen av landet, 700 km söder om huvudstaden Santiago de Chile. Río Cuacua ligger vid sjön Lago Neltume.
I omgivningarna runt Río Cuacua växer i huvudsak blandskog. Runt Río Cuacua är det glesbefolkat, med 11 invånare per kvadratkilometer.